# ATF4
El factor de transcripción activador 4, también conocido como ATF4 (de sus siglas en inglés "Activating Transcription Factor 4") o como "tax-responsive enhancer element B67", es una proteína codificada en humanos por el gen atf4.

## Función
El factor de transcripción ATF4 fue identificado originalmente como una proteína de unión a ADN ampliamente expresada en mamíferos, que podía unirse a un elemento potenciador de respuesta en la región LTR del virus HTLV-1. Esta proteína también fue aislada y caracterizada como ATF2 (CREB-2). ATF4 pertenece a la familia de proteínas de unión a ADN que incluyen la familia de los factores de transcripción AP-1, las proteínas de unión a elementos de respuesta a AMPc (CREBs) y proteínas que unen CREB (CREBBP). Estos factores de transcripción comparten una región de cremallera de leucina que está implicada en la interacción proteína-proteína, y se localiza en el extremo C-terminal. Se han descrito dos transcritos alternativos que codifican la misma proteína, así como dos pseudogenes en el cromosoma X, locus q28, en una región que contiene una duplicación invertida.
El factor de transcripción ATF4 también es conocido por jugar un importante papel en la diferenciación de los osteoblastos, junto con RUNX2 y Sp7. La diferenciación de osteoblastos terminales, representada por la mineralización de la matriz es significativamente inhibida por la inactivación de JNK. A su vez, la inactivación de JNK suprime la expresión de ATF4, y consecuentemente, la mineralización de la matriz.

## Interacciones
La proteína ATF4 ha demostrado ser capaz de interaccionar con:
- POLR2C[6]
- TRIB3[7][8]
- GABBR1[9]
- DISC1